# Безголовый священник
В мифологии и фольклоре Центральной Америки безголовый священник (исп. El padre sin cabeza) — дух католического священника, умершего от обезглавливания. Существует несколько конкурирующих легенд о призраке, которые различаются в зависимости от региона.

## Контекст
Безголовый священник — один из многочисленных призраков в культуре Центральной Америки, которые нападают на путешественников по ночам. Эти истории обычно являются поучительными; например, легенда о Ла Йороне учит, что матери не должны совершать детоубийства, а легенда о Сиуанаба учит мужчин не изменять своим жёнам. Аналогичным образом легенда о безголовом священнике служит уроком для тех, кто оскверняет святое или «прикасается к Богу грязными руками (исп. tocan a Dios con las manos sucias)».
Согласно The Tico Times, легенда о безголовом священнике указывает на её происхождение от католического чувства вины. Появление призрака в виде священника может отражать культурный страх перед злоупотреблением властью со стороны духовенства. Легенда могла возникнуть в период испанской колонизации Америки, во время которой некоторые католические миссионеры были обезглавлены лидерами коренных народов.

## Легенда
В Коста-Рике существует несколько вариантов мифа в зависимости от региона. В Сан-Рамоне, провинции Алахуэла, легенда гласит, что в 1845 году священник по имени отец Луис Франсиско Перес выиграл сорок тысяч золотых монет в азартные игры. Затем он отправился в Никарагуа и доверил свое золото своему брату. Отец Перес был обезглавлен, находясь в Никарагуа, и когда его брат услышал эту новость, он закопал золото и умер от горя. Говорят, что по сей день безголовый дух священника охраняет свое золото от любого, кто пытается его найти. Некоторые версии этого мифа исключают брата и говорят, что священник сам закопал золото и солгал о поездке в Никарагуа. В Патарре, провинция Сан-Хосе, миф гласит, что безголовый священник прячется в округе церкви, чтобы нападать и пугать грешников, заставляя их изменить свой образ жизни. Считается, что эта версия призрака напала на человека, который вошёл в церковь пьяным. Некоторые вариации мифа говорят, что священник был убит Богом на ступенях алтаря во время освящения гостии.
В Сальвадоре легенда гласит, что безголовый священник либо умер, не успев исповедаться в своих последних грехах, либо погиб в восстании вместе с крестьянами. Он появляется в церкви каждую пятницу вечером в поисках своей пропавшей головы. В Гватемале легенда гласит, что безголовый священник бродит по заброшенным церквям и может быть замечен ночью путешествующими аррьеро. Согласно никарагуанским мифам, дух был ответственен за исторические землетрясения и наводнения в Леон-Вьехо, городе, основанном в XVI веке.